# Ulaen
Ulaen ist eine osttimoresische Siedlung im Suco Fahisoi (Verwaltungsamt Remexio, Gemeinde Aileu).

## Geographie
Das Dorf Ulaen liegt im Norden der Aldeia Deruti, auf einem Bergrücken in einer Meereshöhe von 1281 m. Dem Bergrücken entlang verläuft die Überlandstraße von der Landeshauptstadt Dili im Norden zum Ort Namolesso im Süden. An ihr befinden sich als nächste Nachbarn zu Ulaen im Süden die ebenfalls zu Deruti gehörende Siedlung Buahun und im Norden das Dorf Leroliça (Suco Acumau). Im Tal südöstlich von Buahun fließt der Bauduen. Der Fluss ist Teil des Systems des Nördlichen Laclós.